# الدلو (ذي السفال)

تعديل مصدري - تعديل

الدلو هي إحدى قرى عزلة العداني بمديرية ذي السفال التابعة لمحافظة إب، بلغ تعداد سكانها 721 نسمة حسب تعداد اليمن لعام 2004.